# Pseudaegerita viridis
Pseudaegerita viridis är en svampart som först beskrevs av Bayl. Ell., och fick sitt nu gällande namn av Abdullah & J. Webster 1983. Pseudaegerita viridis ingår i släktet Pseudaegerita och familjen Hyaloscyphaceae.   Inga underarter finns listade i Catalogue of Life.